# Philibert Randriambololona
Philibert Randriambololona, né le 1er mai 1927 à Anjozorobe (Madagascar) et mort le 17 avril 2018 à Antananarivo (Madagascar), est un prêtre jésuite malgache qui fut évêque d'Antsirabe de 1989 à 1992 et archevêque de Fianarantsoa de 1992 à 2002.

## Biographie
Philibert Randriambololona entre dans la Compagnie de Jésus le 10 octobre 1952, est ordonné prêtre le 30 juillet 1961. Il fait sa profession religieuse solennelle de jésuite le 2 février 1968.
Le 1er septembre 1988, il est nommé évêque coadjuteur d'Antsirabe. Sa consécration épiscopale a lieu le 27 novembre de la même année. Elle est reçue des mains de Victor Razafimahatratra, cardinal archevêque de Tananarive. Il succède comme titulaire du diocèse d'Antsirabe le 19 juin 1989. En 1992 il est transféré, et promu, comme archevêque de l'archidiocèse de Fianarantsoa.
Il se retire de sa charge archépiscopale le 1er octobre 2002 devenant ainsi archevêque émérite de Fianarantsoa. Il meurt le 17 avril 2018 à Antananarivo